# Łaziska Górne
Łaziska Górne is een stad in het Poolse woiwodschap Silezië, gelegen in de powiat Mikołowski. De oppervlakte bedraagt 20,2 km², het inwonertal 21.958 (2005).

## Verkeer en vervoer
- Station Łaziska Górne